# Supercopa do Chile de Futebol de 2023
A Supercopa do Chile de 2023, também conhecida como Súper Copa Easy 2023 por conta do patrocínio, foi a 11ª edição desta competição, uma partida anual organizada pela Asociación Nacional de Fútbol Profesional (ANFP) na qual se enfrentaram Colo-Colo campeão da Primeira Divisão do Campeonato Chileno de 2022 e Magallanes campeão da Copa do Chile de 2022. A partida foi realizada em 15 de janeiro de 2023. O Magallanes venceu a partida por 4–3 nos pênaltis, após um empate de 1–1, e faturou sua primeira taça da competição.

## Participantes
Os times participantes foram Colo-Colo e Magallanes, campeões da Primeira Divisão Chilena e Copa do Chile da temporada de 2022, respectivamente.
| Clube      | Classificação                               | Participações anteriores   |
| ---------- | ------------------------------------------- | -------------------------- |
| Colo-Colo  | Campeão da Primeira Divisão Chilena de 2022 | 4 (2017, 2018, 2020, 2022) |
| Magallanes | Campeão da Copa do Chile de 2022            | 0 (nenhuma)                |

* Em negrito os anos em que foi campeão.

## Partida
| 15 de janeiro de 2023                            | Colo-Colo     | 1 – 1 (3 – 4 pen.)                                    | Magallanes   | Viña del Mar                                                                    |  |
| 19:00                                            | - Bolados 22' | Relatório                                             | - 26' Flores | Estádio: Estádio Sausalito Público: 15 435 espectadores Árbitro: Fernando Véjar |  |
|                                                  |               | Penalidades                                           |              |                                                                                 |  |
| - Pavez - Benegas - Wienberg - Thompson - Falcón |               | - Cortés - VIllanueva - Espinoza - Acevedo - Aránguiz |              |                                                                                 |  |

| Colo-Colo | Magallanes |

## Premiação
| Supercopa do Chile de 2023      |
| ------------------------------- |
| Magallanes Campeão (1.º título) |